# Vláda Bulharska

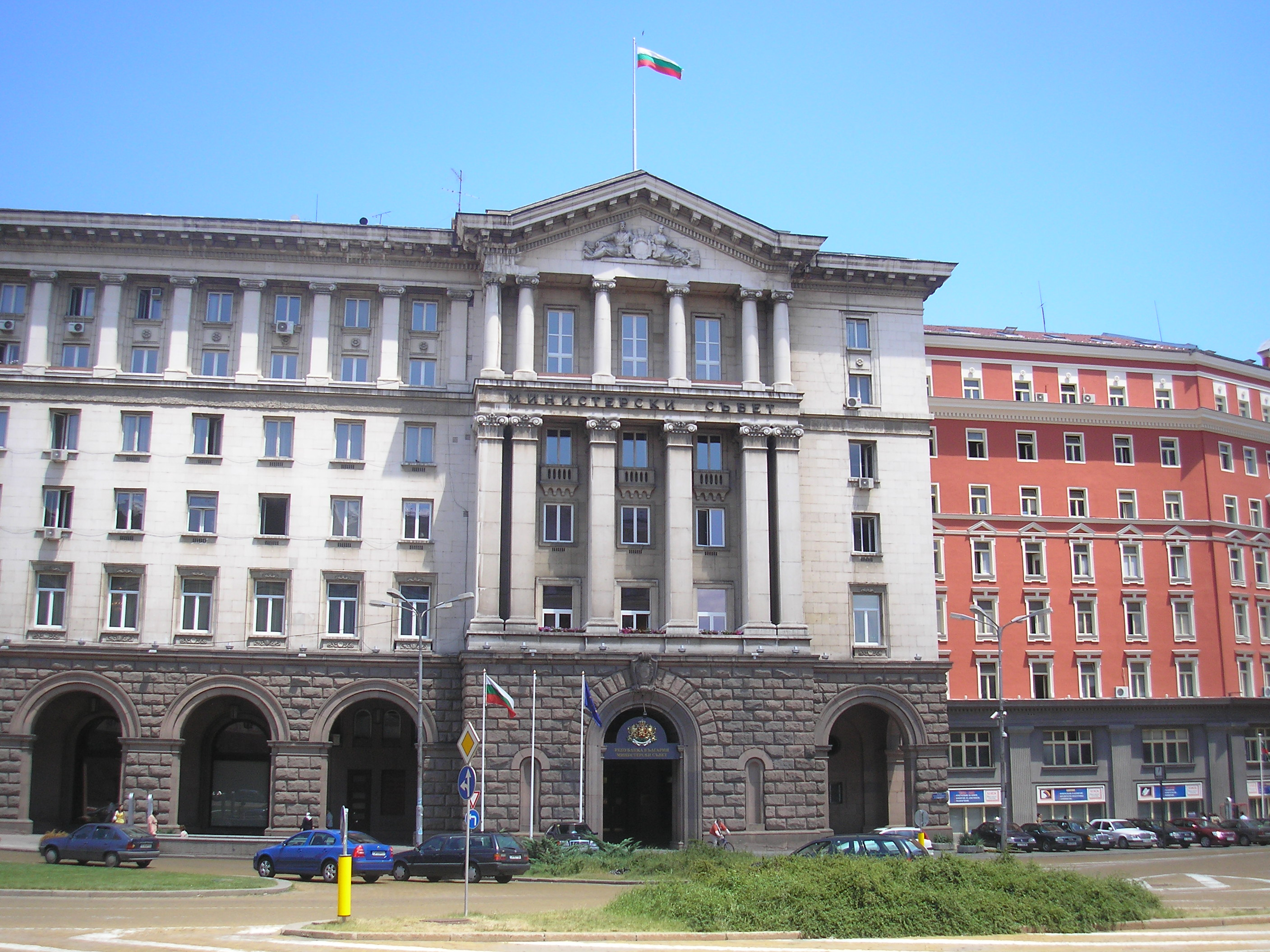
Budova Rady ministrů v centru Sofie

Rada ministrů (bulharsky: Министерски съвет, Ministerski savet) je hlavní orgán výkonné moci v Bulharské republice. Skládá se z premiéra Bulharska a všech specializovaných ministrů.

## Přehled
Bulharsko uplatňuje dualistický přístup pro vztahy mezi parlamentem a vládou: poté, co nově zvolená vláda rozhodne o složení Rady ministrů, poslanci, kteří jsou vybráni, aby se stali ministry, dočasně, po dobu co jsou ministry, ztrácejí svá parlamentní práva. Tato práva jsou obnovena v případě, že je jejich členství v Radě ministrů ukončeno nebo pokud vláda přijde o moc. To je v kontrastu s tím, jak se zachází se zástupci ministrů a jinými vládními úředníky, když jsou zvoleni poslanci.
Někdy může být za účelem zachování politické reprezentace různých stran nebo skupin v Radě ministrů jmenován jeden nebo více ministrů bez portfeje (bez vlastního ministerstva).
Kancelář Rady ministrů se nachází v centru Sofie a je součástí architektonického komplexu Largo.

## Struktura kabinetu
Vláda Rosena Željazkova byla zformována po volbách proběhlých v říjnu 2024. Důvěru v parlamentu získala 16. ledna 2025. Vystřídala úřednickou vládu Dimitara Glavčeva.
| Portfolium                                         | Ministr             | Ujal se úřadu  | Odešel z úřadu | Strana | Strana    |
| -------------------------------------------------- | ------------------- | -------------- | -------------- | ------ | --------- |
| Předseda vlády                                     | Rosen Željazkov     | 16. ledna 2025 | Úřadující      |        | GERB      |
| Místopředseda vlády a ministr bez portfeje         | Atanas Zafirov      | 16. ledna 2025 | Úřadující      |        | BSP       |
| Místopředseda vlády a ministr pro inovace a růst   | Tomislav Dončev     | 16. ledna 2025 | Úřadující      |        | GERB      |
| Místopředseda vlády a ministr dopravy a komunikací | Grozdan Karadžov    | 16. ledna 2025 | Úřadující      |        | ITN       |
| Ministryně financí                                 | Temenužka Petkovová | 16. ledna 2025 | Úřadující      |        | GERB      |
| Ministr obrany                                     | Atanas Zaprjanov    | 16. ledna 2025 | Úřadující      |        | GERB      |
| Ministr zahraničí                                  | Georg Georgiev      | 16. ledna 2025 | Úřadující      |        | GERB      |
| Ministr vnitra                                     | Daniel Mitov        | 16. ledna 2025 | Úřadující      |        | GERB      |
| Ministr spravedlnosti                              | Georgi Georgiev     | 16. ledna 2025 | Úřadující      |        | GERB      |
| Ministr zdravotnictví                              | Silvi Kirilov       | 16. ledna 2025 | Úřadující      |        | ITN       |
| Ministr školství a vědy                            | Krasimir Valčev     | 16. ledna 2025 | Úřadující      |        | GERB      |
| Ministr zemědělství a potravinářství               | Georgi Tahov        | 16. ledna 2025 | Úřadující      |        | Nezávislý |
| Ministr životního prostředí a vod                  | Manol Genov         | 16. ledna 2025 | Úřadující      |        | BSP       |
| Ministr energetiky                                 | Žečo Stankov        | 16. ledna 2025 | Úřadující      |        | GERB      |
| Ministr cestovního ruchu                           | Miroslav Boršoš     | 16. ledna 2025 | Úřadující      |        | GERB      |
| Ministr hospodářství a průmyslu                    | Petar Dilov         | 16. ledna 2025 | Úřadující      |        | ITN       |
| Ministr pro místní rozvoj a veřejné práce          | Ivan Ivanov         | 16. ledna 2025 | Úřadující      |        | BSP       |
| Ministr kultury                                    | Marian Bačev        | 16. ledna 2025 | Úřadující      |        | ITN       |
| Ministr mládeže a tělovýchovy                      | Ivan Pešev          | 16. ledna 2025 | Úřadující      |        | BSP       |
| Ministr práce a sociálních věcí                    | Borislav Gucanov    | 16. ledna 2025 | Úřadující      |        | BSP       |
| Ministr elektronické správy                        | Valentin Mundrov    | 16. ledna 2025 | Úřadující      |        | Nezávislý |